# Rezerwat przyrody Głazy Krasnoludków
Rezerwat przyrody „Głazy Krasnoludków” – rezerwat przyrody nieożywionej w południowo-zachodniej Polsce, w woj. dolnośląskim, na terenie gminy Kamienna Góra.
Rezerwat położony jest w Zaworach – północno-zachodniej części Gór Stołowych, w Sudetach Środkowych, na zboczu zalesionego wzniesienia, nad potokiem Jawiszówka, około 2,0 km na południowy zachód od Gorzeszowa.
Został utworzony w 1970 roku zarządzeniem Ministra Leśnictwa i Przemysłu Drzewnego (M.P. z 1970 r. nr 25, poz. 210). Jest to rezerwat o powierzchni 9,04 ha, utworzony dla ochrony form skalnych i rzadkich gatunków roślin chronionych oraz naturalnych zbiorowisk roślinnych. Rezerwat utworzono głównie dla zachowania i ochrony naturalnych form wietrzenia piaskowca wieku górnokredowego. Znajdują się tu Gorzeszowskie Skałki, tworzące formy przypominające postacie, ściany, wieże, grzyby, zwierzęta, zbudowane z piaskowców i margli wyżłobionych przez wodę.
Obszar rezerwatu jest objęty ochroną czynną.

## Galeria

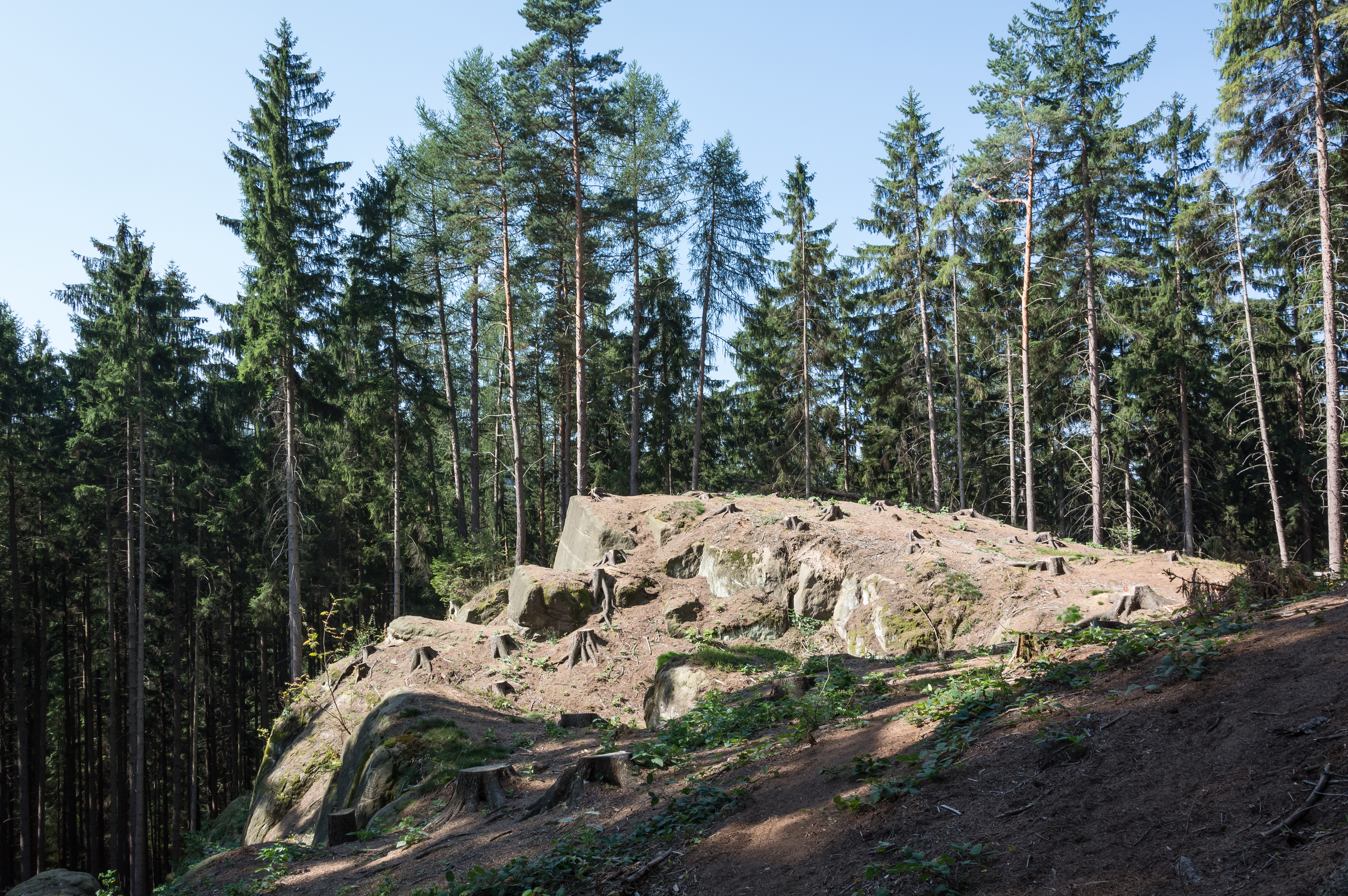
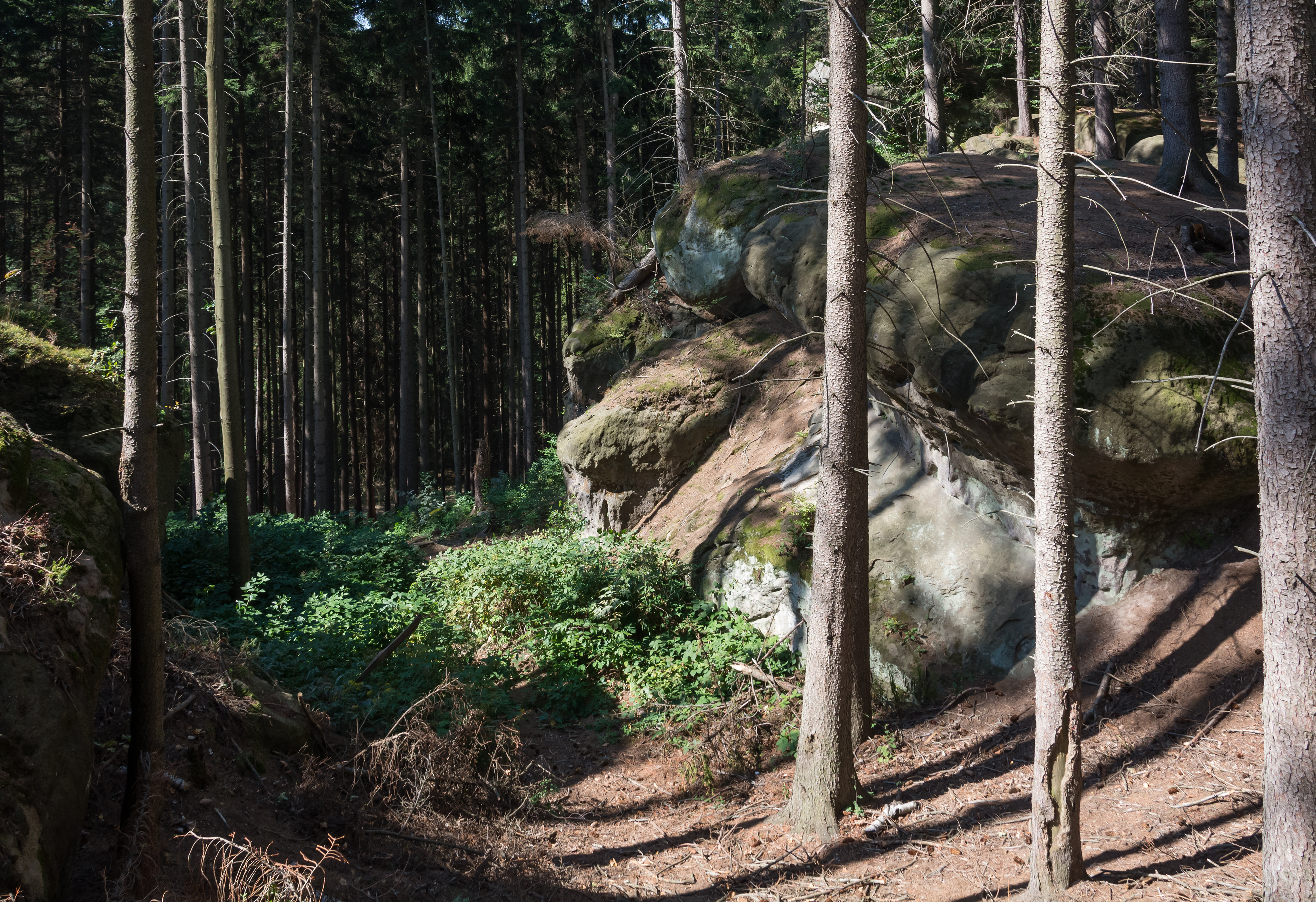
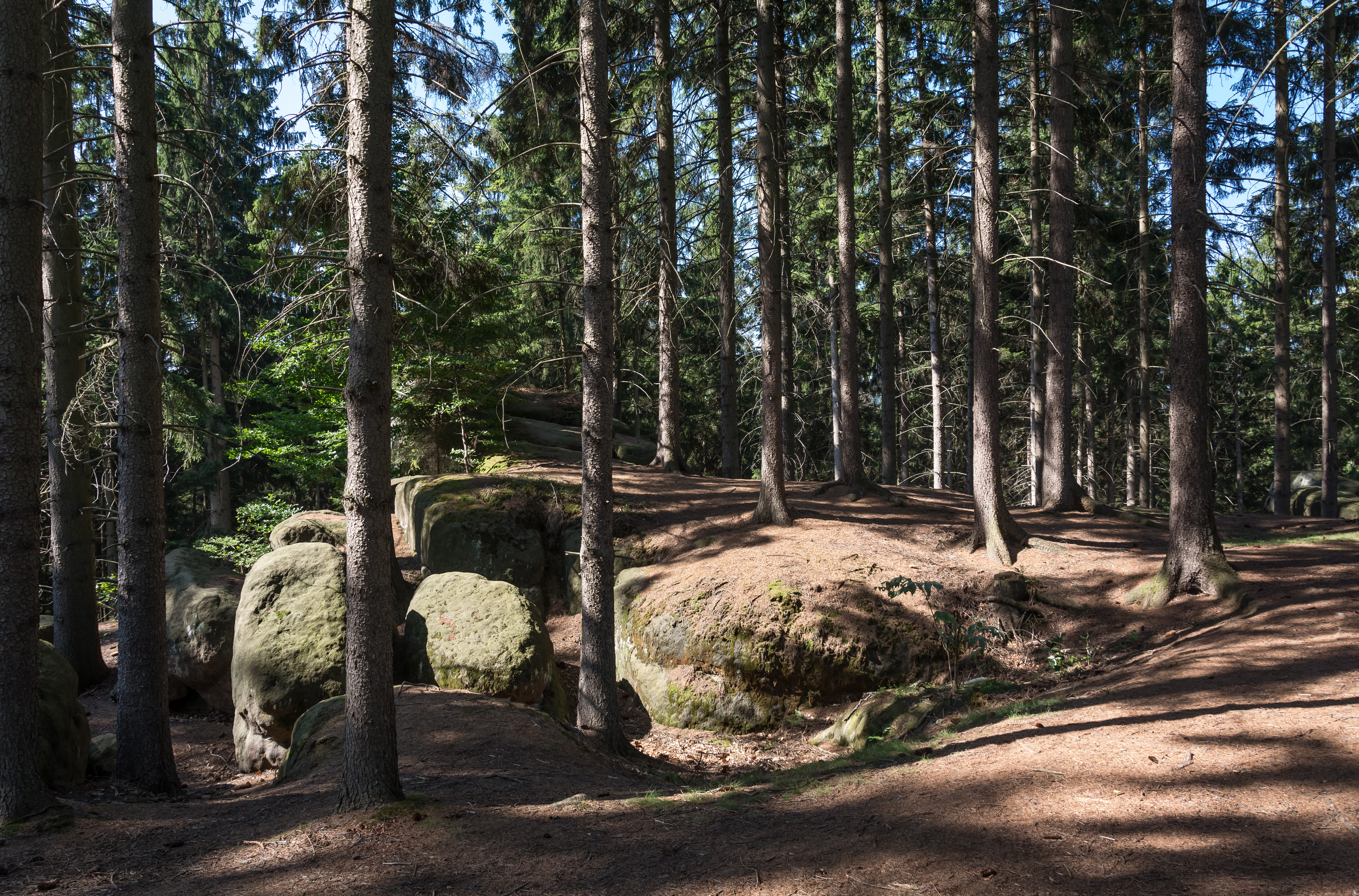
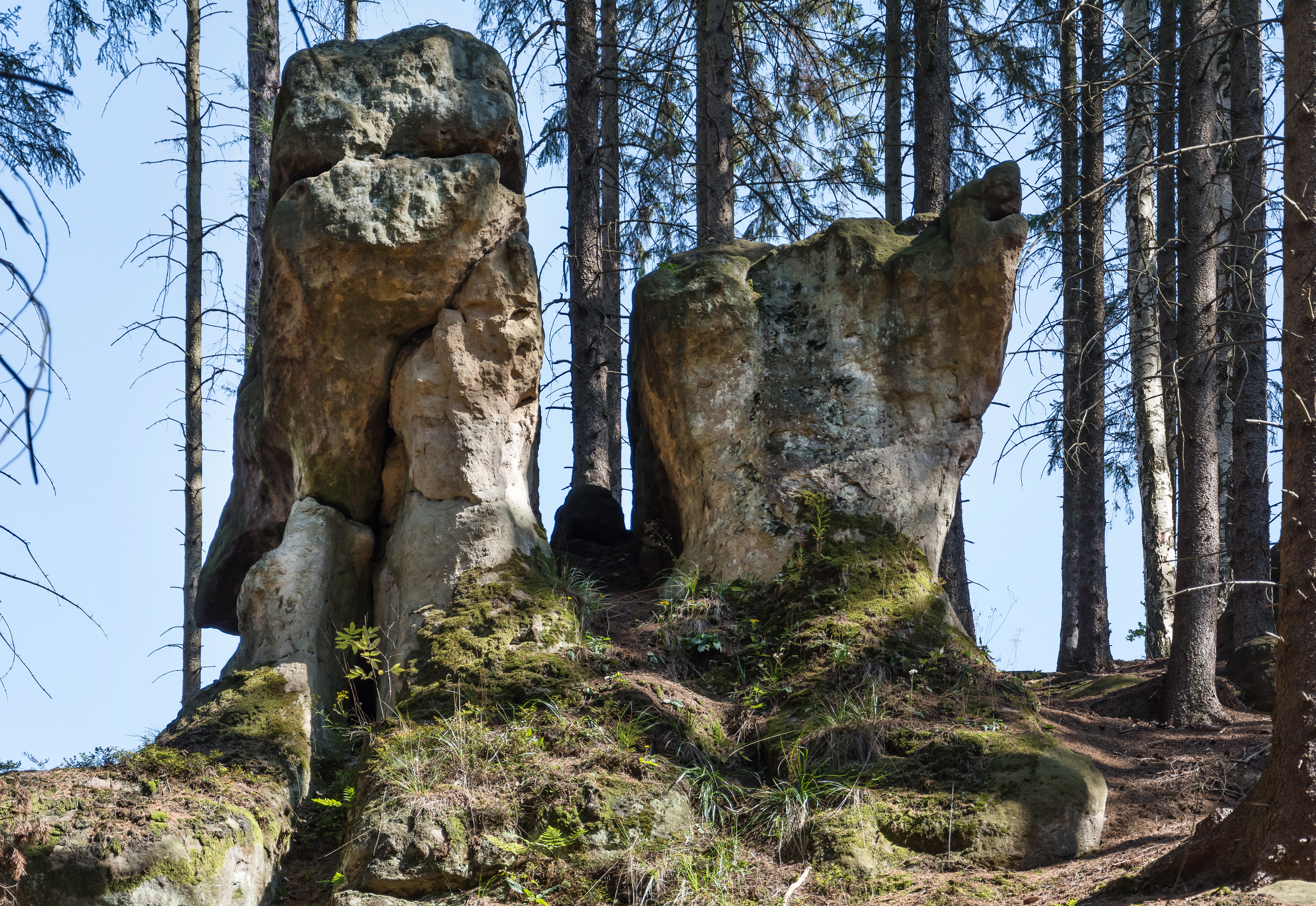
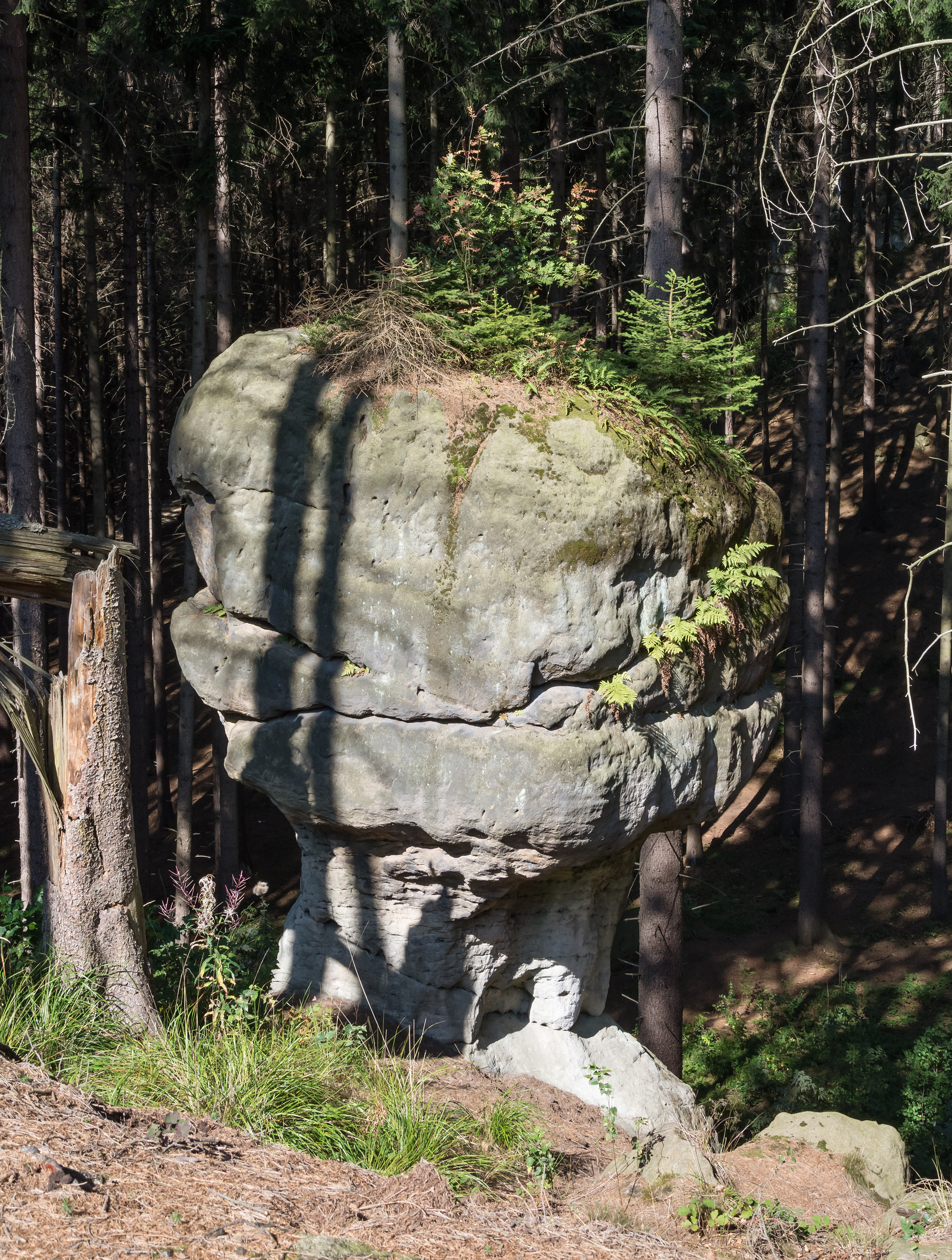
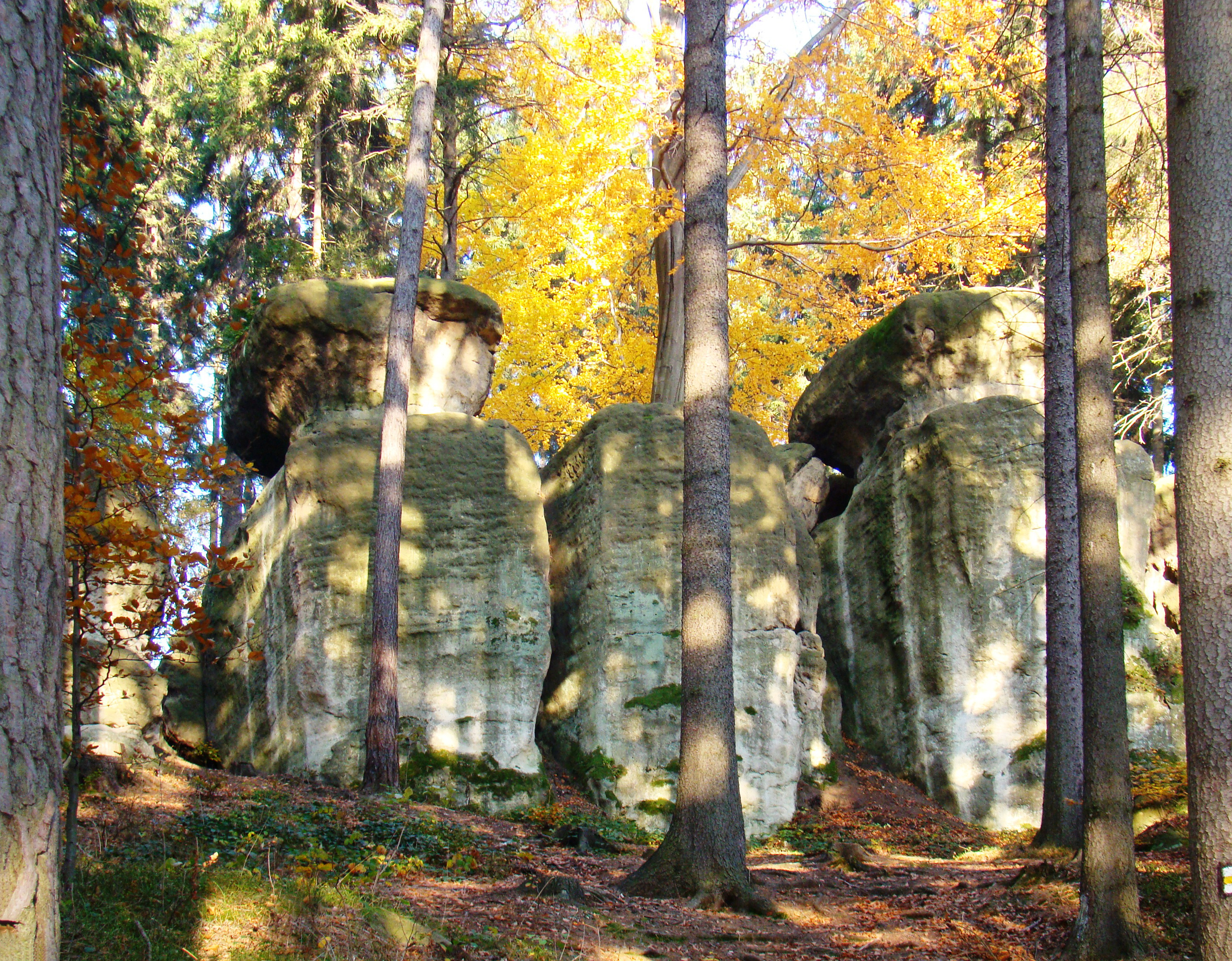